# Siphlonurus yoshinoensis
Siphlonurus yoshinoensis is een haft uit de familie Siphlonuridae. De wetenschappelijke naam van de soort is voor het eerst geldig gepubliceerd in 1979 door Gose.
De soort komt voor in het Palearctisch gebied.